# Omophron labiatum
Omophron labiatum är en skalbaggsart som beskrevs av Fabricius. Omophron labiatum ingår i släktet Omophron och familjen jordlöpare. Inga underarter finns listade i Catalogue of Life.